# خانه پرداختی
خانه پرداختی مربوط به دوره قاجار است و در کرمان، خیابان زریسف، کوچه برزو آمیغی، کوچه آتشکده، پ۵۱ واقع شده و این اثر در تاریخ ۷ مهر ۱۳۸۱ با شمارهٔ ثبت ۶۱۱۸ به‌عنوان یکی از آثار ملی ایران به ثبت رسیده است.